# Palazzo Orelli
Palazzo Orelli (conosciuto anche come Palazzo del Mercato o Palazzo della Borsa) è un edificio di Novara costruito nella prima metà del XIX secolo per ospitare il mercato e la sala della contrattazione merci. Oggi vi hanno sede, oltre alla sala contrattazioni, un auditorium, diversi uffici, negozi e attività di ristorazione. Al 2010 risulta di proprietà del Consorzio Agrario Provinciale e dell'Ente Nazionale Risi, mentre la gestione è a carico del Consorzio Agrario e della società Credit Suisse.

## Storia

### L'Ottocento
Dalla seconda metà del XVIII secolo il settore del commercio a Novara si era notevolmente sviluppato, specialmente per quanto riguardava il riso e i cereali, oltre al vino e alle stoffe (panno, canapa e lino in primis). In quegli anni la sede del mercato era posta nel cortile del Broletto. All'inizio del XIX secolo si avvertì la necessità di disporre di una sede più adeguata per il mercato, dato che il Broletto si rivelò insufficiente per la mole delle attività e l'immagazzinamento delle merci.
La Commissione di Pubblico Ornato, ente preposto al controllo dello sviluppo edilizio, commissionò nel 1816 all'ing. Luigi Orelli la realizzazione di un nuovo edificio per il mercato dei grani. L'idea iniziale contemplava solamente un grande porticato per accogliere merci e persone. Col tempo il progetto si ampliò, fino a prevedere un grande edificio a pianta quadrangolare, di due piani, con un ampio cortile interno. Fu occupata l'intera superficie di un isolato abbattuto, collocato alle spalle della Porta Vercelli, con fronte sull'attuale corso Italia, al tempo asse stradale principale in direzione est-ovest della città.

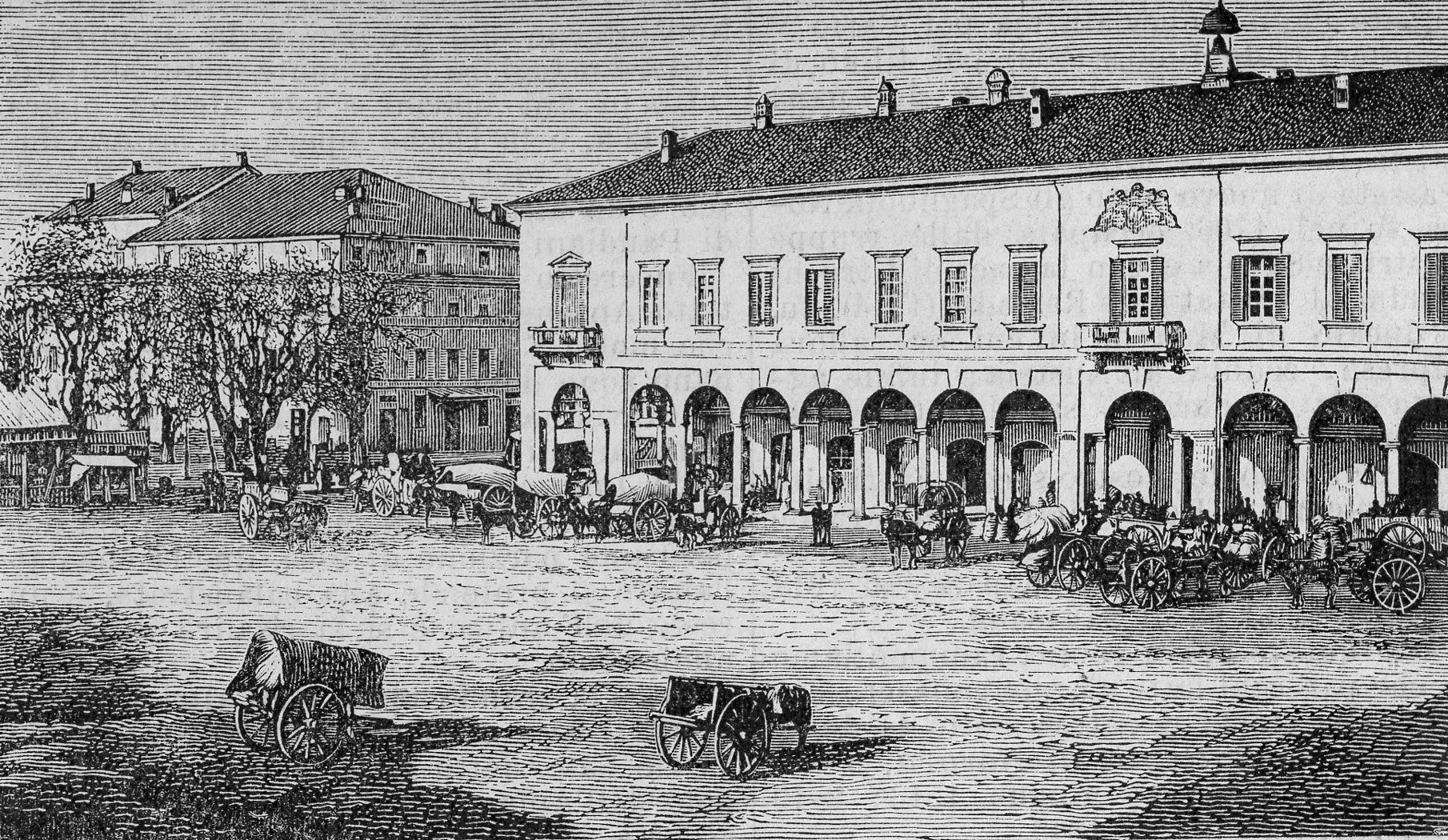
Palazzo Orelli in una xilografia del 1889

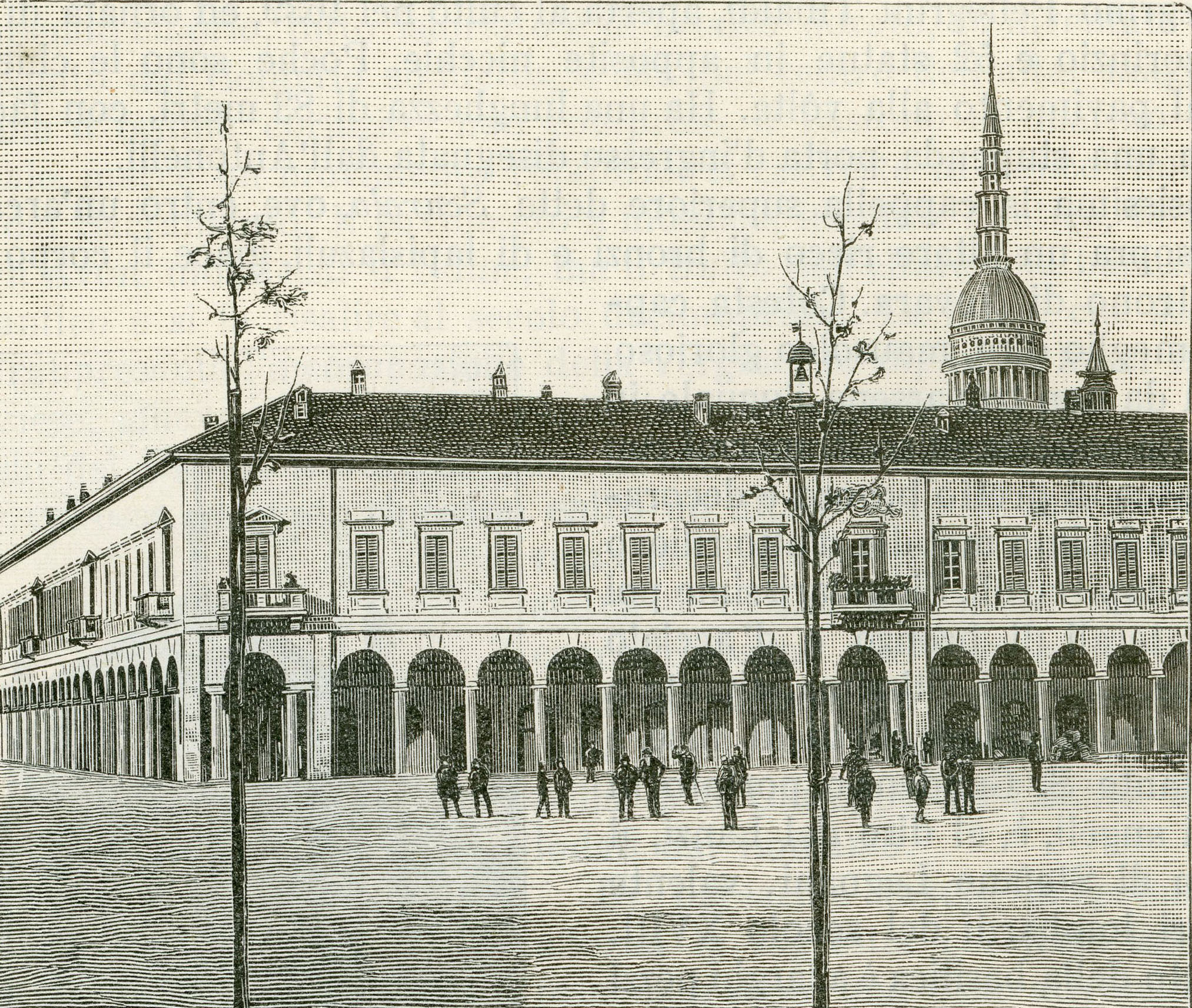
Palazzo Orelli in una xilografia del 1890

La costruzione avvenne effettivamente tra il 1817 e il 1844, con vari ampliamenti del nucleo originario nel corso degli anni. Nel 1839, in vista della fine dei lavori, Orelli affidò all'avvocato Francesco Antonio Bianchini, stimato storiografo della città, la scelta delle decorazioni scultoree. Lo stesso Bianchini, sullo Spigolatore Novarese del 1841, ne preannunciò il compimento descrivendolo così:
Una volta terminato, offriva ampi portici per l'incontro dei mercanti e lo scambio delle merci, assieme ad aree specificamente dedicate a funzioni residenziali e pubbliche. La realizzazione di uno spazio per la contrattazione delle merci, inoltre, contribuì a rendere Novara uno dei principali mercati cerealicoli d'Italia.
Nel 1849, durante la battaglia della Bicocca, l'edificio fu colpito da varie cannonate durante il bombardamento da parte dell'artiglieria austriaca. Sul lato sud, verso piazza Martiri della Libertà, sono ancora visibili due palle di cannone che lo colpirono.

### Il Novecento
Nel 1910 il comune di Novara vi allestì la sede del Museo Civico, ad opera dello studioso Giovanni Battista Morandi. L'esposizione comprendeva il patrimonio ereditato dalla Società Archeologica pel Museo Patrio sciolta nel 1890, consistente in dipinti, monete, armi e bandiere.
Durante la prima guerra mondiale, il seminterrato fu adibito a dormitorio per i profughi venuti dal Veneto, dal Friuli-Venezia Giulia e dalla regione dell'Isonzo, ove la guerra infuriava.
Nel 1928 il comune di Novara decise di restaurare il Broletto, che a quel tempo ospitava il tribunale. Gli uffici giudiziari furono quindi trasferiti a Palazzo Orelli e il salone d'onore, posto al primo piano sopra d'ingresso principale, fu adibito a sala d'udienza della Corte d'assise.
Nel 1952 il comune decise di vendere l'intero palazzo per finanziare l'acquisto ed la ristrutturazione del Palazzo Cacciapiatti-Fossati, futura sede del tribunale. L'edificio fu dunque rilevato dal Consorzio Agrario Provinciale e dall'Ente Nazionale Risi, che intrapresero, tra il 1958 e il 1961, il primo intervento di ristrutturazione generale.
Nel 1959 il Consorzio Agrario e l'Ente Risi cedettero a loro volta parte dell'edificio alla Camera di commercio, industria, artigianato e agricoltura, precisamente due zone verso piazza Martiri e via Ravizza, oltre al cortile interno.
Tra il 1960 e il 1963 la Camera di Commercio di Novara, su progetto dell'architetto Giuseppe Bronzini apportò importanti modifiche, che convertirono il grande cortile interno nell'attuale salone contrattazioni (con tutti i relativi servizi) ed aggiunsero un vasto locale nel seminterrato, adibito ad auditorium, con una capienza di circa 500 persone.
La proprietà dell'immobile fu in seguito riorganizzata in unità ben distinte fra Consorzio Agrario, Ente Risi e Camera di Commercio. Tuttavia l'ingresso monumentale su Corso Italia, lo scalone d'onore che conduce al piano superiore e il salone al primo piano rimasero al Consorzio Agrario e all'Ente Risi.

### Anni duemila
In una relazione del 2010 stilata dalla commissione comunale dei nodi irrisolti, il salone del primo piano fu descritto vuoto, abbandonato e minacciato dalla precarietà di alcune strutture. Se ne suggeriva pertanto un tempestivo intervento di messa in sicurezza e restauro conservativo.
Nel 2017 fu dunque l'Ente Risi, proprietario di una parte consistente dell'edificio, ad intraprendere l'imponente opera di restauro: il lato di via Ravizza, parte della facciata principale su piazza Martiri e una parte verso corso Italia.

## Descrizione

### Struttura
Palazzo Orelli è interamente circondato da un porticato retto da archi a tutto sesto e da 88 colonne intervallate da parapetti in pietra e ferro battuto.
Ha inoltre una particolarità che lo rende pressoché unico in Europa: le balconate, che di norma giacciono unicamente al centro delle facciate, in questo caso sono poste anche sugli angoli dell'edificio.
La facciata principale, a nord su corso Italia, è composta da due rampe di scale che si uniscono sotto un frontone decorato da un altorilievo in arenaria e marmo. L'entrata a rampe si è resa necessaria per ovviare al problema del marcato dislivello tra i piani di Corso Italia a nord e di Piazza Martiri a sud.

### Decorazione

#### Facciata principale
La parte centrale dell'altorilievo sovrastante l'entrata è opera di Gerolamo Rusca, con varie allegorie rappresentanti il Trionfo di Cerere e Bacco: la dea della terra coronata da spighe di grano e il dio del vino montano un carro trionfale circondato da putti e baccanti.
Ai vertici del timpano sono situate tre statue allegoriche di Giuseppe Argenti: a sinistra la rappresentazione dell'Acqua, al vertice dell'Amor Patrio (rimosso alcuni anni fa) e a destra della Terra.
Tale scelta iconografica puntava a proporre l'immagine del palazzo quale luogo di scambio dei prodotti agricoli reso necessario e possibile grazie sia all'operosità dei cittadini (rappresentati dall'Amor Patrio) che alla fertilità della terra e alla ricchezza d'acqua, proprie del territorio novarese (celebrate dalle due statue citate).

#### Atrio
L'atrio, in diretta comunicazione con il porticato esterno, fu adibito fin dall'inizio a funzioni di rappresentanza, quindi riccamente decorato con sculture rappresentanti cinque eminenti studiosi di diritto ed economia, tutte realizzate da scultori operanti nel Novarese: Sallustio Bandini, Antonio Genovesi, Pietro Verri, Melchiorre Gioia, Gian Domenico Romagnosi.
La scelta di raffigurare questi studiosi, al posto dei consueti soggetti mitologici o relativi alla storia antica, fu di Giacomo Giovanetti, consigliere del re Carlo Alberto, in accordo con lo storico Francesco Antonio Bianchini. Tale scelta, assai inusuale in un edificio pubblico italiano, colpì l'attenzione di molti intellettuali di passaggio a Novara, tra cui l'economista inglese Richard Cobden.

#### Interno
Lungo lo scalone che porta al piano superiore sono disposte targhe e busti in marmo raffiguranti diversi novaresi illustri, fra cui lo stesso ideatore dell'edificio, l'architetto Luigi Orelli.
Il salone d'onore al primo piano è pavimentato a disegni geometrici in mosaico di marmo e decorato con fregi a stucco sulle pareti e sulla volta.